# Station Peter Bangs Vej
Station Peter Bangs Vej is een S-tog-station in Frederiksberg, Denemarken. Het is genoemd naar de Peter Bangs Vej, de straat waar het station aan ligt.

## Geschiedenis
De opening van een nieuw centraal station voor Kopenhagen op 1 december 1911 betekende de opheffing van de lijn tussen Frederiksberg en het oude centraal station (1864 – 1911). Om de treindienst op de Frederikssundbanen ook het nieuwe centraal station te laten bedienen werd tussen Vanløse en Valby een nieuw enkelsporig tracé aangelegd.
In 1929 werden plannen voorgelegd om het voorstadsverkeer met elektrische treinen te verzorgen en op 3 april 1934 werd de eerste S-tog lijn geopend. Op 1 november 1934 was een spoor tussen Hovedbanegård en Valby onder de draad gebracht en het was de bedoeling om ook de Frederikssundbanen in het stadsgewestelijk net op te nemen. Hiertoe werd het enkelsporige tracé uit 1911 uitgebouwd tot dubbelspoor en geëlektrificeerd. Onderweg kwamen twee stations, waarvan het noordelijkste bij de Peter Bangs Vej. Het station werd samen met de verlenging van de S-tog tot Vanløse geopend op 23 september 1941. In 1942 kreeg het station een prijs van de gemeente Frederiksberg. Het station werd tot 30 mei 1999 in de dienstregeling genoemd als Peter Bangsvej, de borden op het station werden al in 1998 gewijzigd in  Peter Bangs Vej.

## Ligging en inrichting
Het station ligt aan de zuidkant van de Peter Bangs Vej waar de S-bane de weg kruist met twee parallelle viaducten. De stationshal ligt onder de sporen, is zowel aan de west- als de oostkant toegankelijk en kent geen kiosk of loket. Het perron is met een lift en een vaste trap verbonden met de stationshal. Het lijkt op Langgade, een station naar het zuiden, met een zelfde karakteristieke grote trap. Andere stations, bijvoorbeeld Islev en Jyllinge, hebben een vergelijkbaar stationsgebouw en trap maar zijn niet identiek. Ten noorden van de Peter Bangs Vej loopt het spoor richting Flintholm waar kan worden overgestapt op lijn F en de metro. 

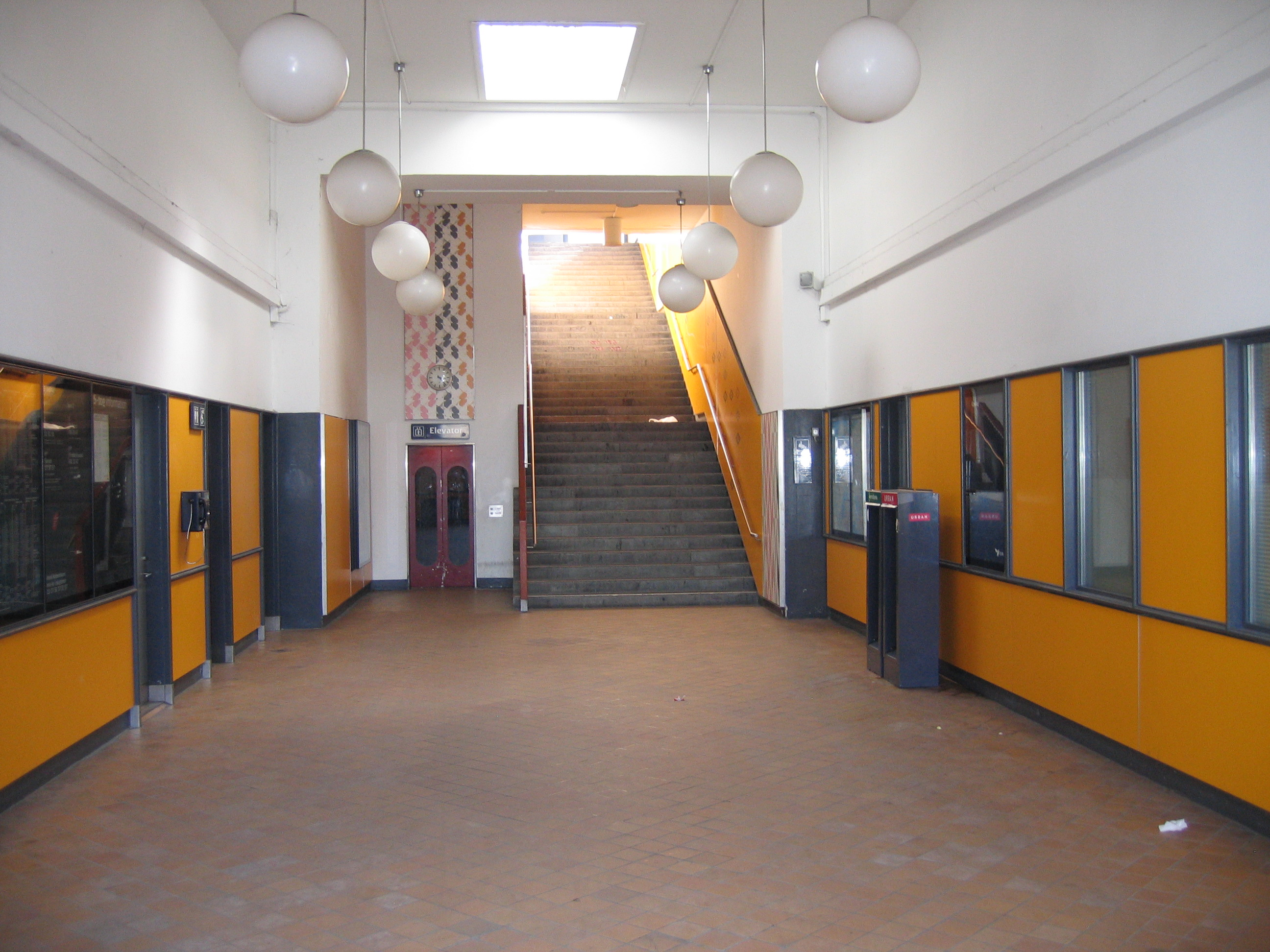
De stationshal.
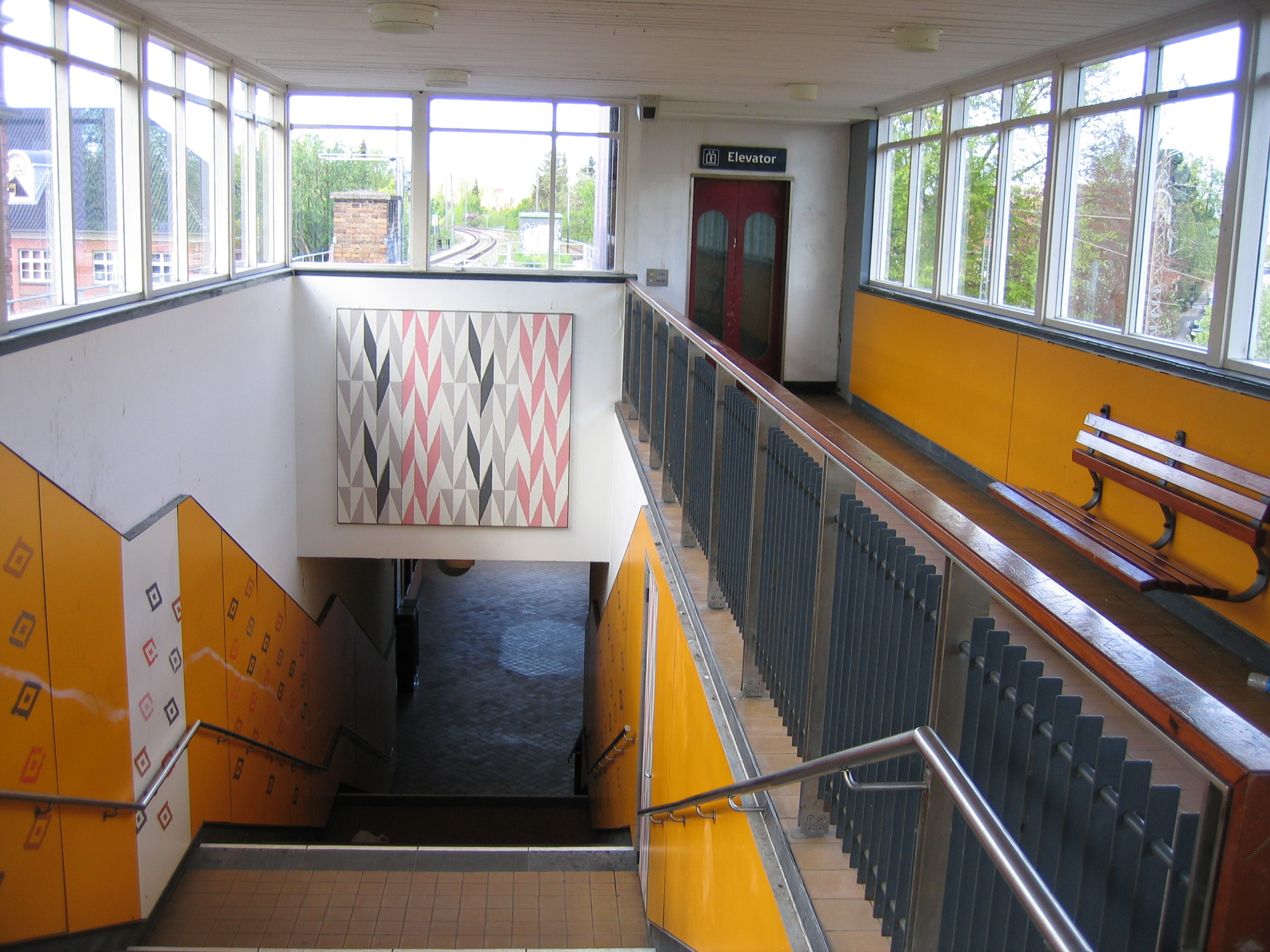
Trap en lift gezien vanaf het perron.
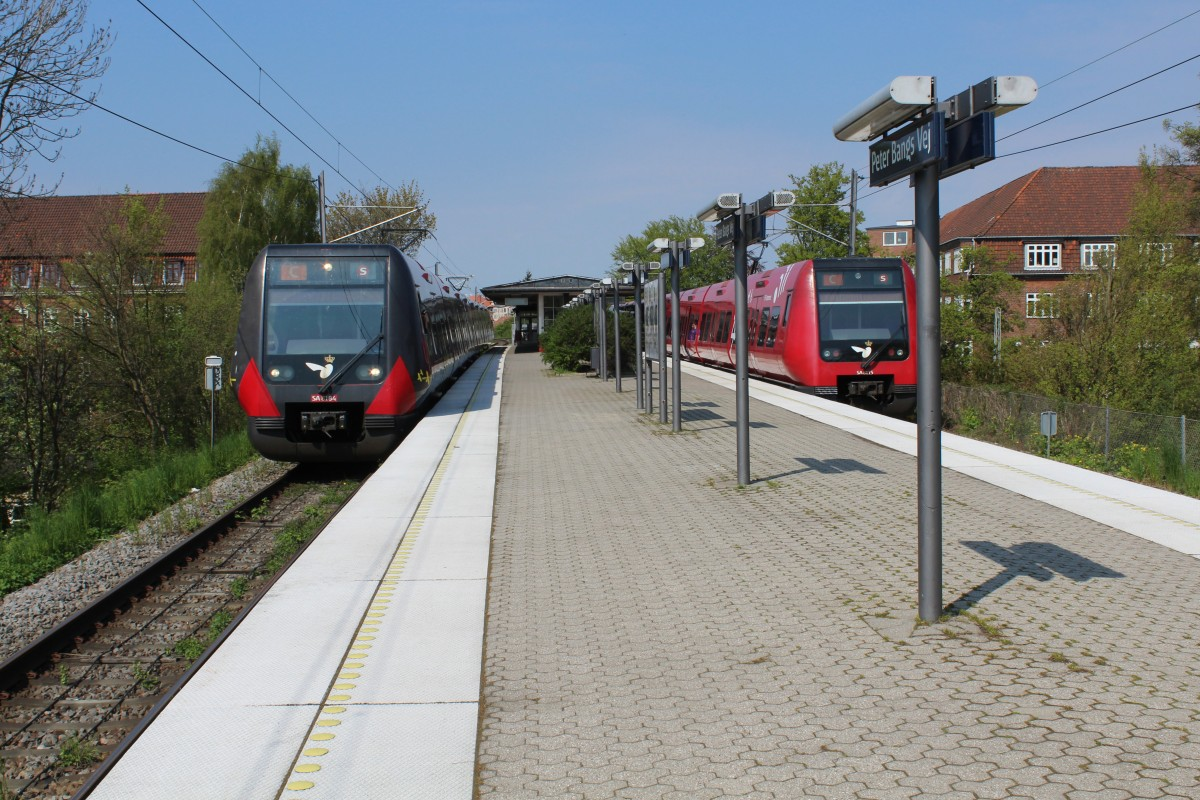
Het station gezien uit het zuiden.

Frederikssund · Ølstykke · Egedal · Stenløse · Veksø · Måløv · Ballerup · Malmparken · Herlev · Vanløse · Flintholm · Peter Bangs Vej · Langgade ·  Valby · Carlsberg · Dybbølsbro · København H · Vesterport · Nørreport · Østerport